# U.S. Bank Tower
U.S. Bank Tower är en 73 våningar hög skyskrapa i Los Angeles, Kalifornien. Byggnaden är med sina 310 meter den andra högsta i Los Angeles, och den trettonde högsta i USA. Byggnaden används som kontor, och färdigställdes 1989. Den är byggd i en postmodernistisk stil. U.S. Bank Tower har tidigare haft namnen Library Tower och First Interstate World Center.